# Болонья (футбольный клуб)
«Боло́нья» (итал. Bologna FC) — итальянский профессиональный футбольный клуб из одноимённого города, в провинции Болонья в регионе Эмилия-Романья. «Болонья» является одним из наиболее титулованных клубов Италии, команда 7 раз выигрывала чемпионат Италии.

## История

### Основание
«Болонья» была основана 3 октября 1909 года австрийцем Эмилио Арнштейном в одноимённом городе Болонья, в пивной «Ронзани» на улице Виа Спадерия как секция «спортивных экскурсий на открытом воздухе». Швейцарский дантист Луи Рауш был избран президентом, но именно молодой Эмилио Арнштейн, приехавший в Болонью годом ранее, был фигурой, стоящей за этой инициативой.
Сразу после приезда в город он начал искать молодых людей, разделяющих его любовь к футболу. Ему сказали, что на одной из площадей есть студенты, которых местные жители называют «сумасшедшими, которые гоняются за мячом», так он и нашёл игроков себе в команду. Это были братья Гради, Мартелли, Пунтони, Нанни, вышеупомянутый Рауш и студенты испанского колледжа Ривас и Антонио Бернабеу (брат легендарного президента «Реала» Сантьяго). Первый капитан клуба Арриго Гради ходил на тренировки в футболке швейцарского колледжа Шёнберг в Россбахе, где он учился. Его футболка была красного и синего цветов, поэтому эти цвета стали официальными для клуба.
Зимой 1910 года футбольный клуб «Болонья» стал независимым. Дизайн формы был изменён на вертикальные полосы, но цвета были сохранены. После разгромной победы в чемпионате Эмилии, который состоял из двух дневных игр против «Семпер Аванти» (1:0) и «Виртуса» (9:1), в мае 1910 года был организован решающий товарищеский матч против чемпиона Италии «Интера». Миланская команда выиграла со счётом 1:0.
Хорошие результаты «Болоньи» дали ей право в сезоне 1910/11 присоединиться лиге под названием Группа Венето-Эмилиано. Они провели в этой лиге четыре сезона, ни разу не финишировав ниже пятого. Болонья вошла в Северную лигу до того, как все футбольные лиги были отложены из-за Первой мировой войны.

### Расцвет: 1920-е — 1930-е годы
После Первой мировой войны «Болонья» становится более успешной. После поражения в финале Скудетто 1920/21 против «Про Верчелли», Анджолино Скьявио дебютировал в «Болонье» в 1922 году. Он стал лучшим бомбардиром в истории клуба, а первый итальянский титул последовал за ним в сезоне 1924/25. «Дженоа» была основным соперником, а «Болонья» в конечном итоге добилась прогресса с пятой попытки, одержав победу со счётом 2:0 в матче, проходившем в Милане за закрытыми дверями после предыдущих проблем с толпой в череде прошлых матчей. «Болонья» впервые сыграла в зелёных футболках с красными и синими воротничками, а победа была обеспечена голами Поцци и Перина. Финал против «Альбы Рома» был всего лишь формальностью, поскольку «Болонья» выиграла дома со счётом 4:0 и в Риме со счётом 2:0.
Тем временем влиятельный политик Арпинати курировал строительство стадиона «Литториале», вмещающего тысячи болельщиков, после того, как он заметил интерес местных жителей по отношению к команде. 29 мая 1927 года на стадионе состоялся первый матч между сборными Италии и Испании, в котором участвовал легендарный вратарь Самора, матч завершился победой Италии со счётом 2:0. Первая игра лиги состоялась 6 июня того же года, когда «Болонья» одержала победу над принципиальным соперником «Дженоа», а Мартелли забил гол и сделал счёт 1:0.
Титулы не присуждались в 1926 и 1927 годах по причинам, не связанным с игрой. Уходящий президент футбольной ассоциации не хотел вручать награду «Болонье», занявшей второе место после того, как Турин был лишён титула, потому что он хотел избежать обвинений в фаворитизме, учитывая, что Арпинати был избран на пост президента.
Анджело Скьявио уже был символом команды, а второй Скудетто он завоевал в 1929 году после победы со счётом 1:0 над Турином в финале, проходившем в Риме. Муцциоли забил после паса Скьявио.
«Болонья» начала эпоху чемпионств в сезоне 1929/30. В 1932 году клуб привёз домой свой первый титул Кубка Центральной Европы под руководством Леловича, который сменил Фельснера несколькими месяцами ранее. В 1934 году, в финале кубка была победа над «Адмирой Вена». На соревновании, в котором участвовали лучшие клубы Европы на Всемирной выставке 1937 года в Париже, ещё одна награда была завоёвана победой над «Челси» со счётом 4:1. Тренер, который наблюдал за первыми триумфами клуба, Эрманно Фельснер, вернулся в 1938 году, потому что недавно принятые расовые законы вынудили еврея Арпаида Вайса (обладателя трёх титулов) покинуть Италию.
«Болонья» выигрывала Скудетто ещё трижды перед Второй мировой войной: в сезонах 1935/36, 1936/37 и 1938/39, а также один раз во время войны (1940/41).

### После Второй мировой войны: 1940-е — 1970-е годы
После Второй мировой войны клуб был менее успешным. На сегодняшний день у них семь чемпионств в Серии А (последнее в 1964 году).
Чемпионство в 1964 году позволило «Болонье» попасть в Кубок европейских чемпионов 1964/65 (сегодня Лига чемпионов УЕФА), но они вылетели в предварительном раунде против «Андерлехта». В лиге неоднозначные результаты вызвали споры и разногласия в команде, а разочарованные болельщики стали более отстранёнными. Фульвио Бернардини был уволен, и все началось заново с новым тренером (Скопиньо сыграл короткую роль перед тем, как Карнилья занял пост), и положительные результаты быстро пришли, пошли вторые и третьи места.
Однако для клуба не все было так мрачно; В 1970-х годах они дважды выиграли Кубок Италии, второй из которых был разыгран против «Палермо». Игра была напряжённой и закончилась со счётом 1:1, прежде чем перейти к серии пенальти, в которой «Болонья» выиграла 4:3.
После серии сезонов, проведённых между пятым и восьмым местами, нервы начали ослабевать, и Чезарино Сервеллати часто приходилось выяснять отношения, когда казалось, что все потеряно. В сезоне 1978/79 в последний день из-за ничьи с «Перуджей» 2:2 клуб занял место над зоной вылета. В сезоне 1979/80 президента Конти сменил Томмазо Фаббретти, новым тренером стал Перани, но участие команды в скандале с Calcioscommesse испортило респектабельный сезон. Последующее снятие пяти очков в следующем сезоне сделало достижения тренера Радиче ещё более впечатляющими, поскольку он вывел команду на седьмое место после ряда крупных побед в течение сезона.

### Взлёты и падения: 1980-е — 1990-е годы
Начиная с сезона 1981/82, клуб начал падать. Во-первых, команда вылетела из Серии А после борьбы за выживание с «Кальяри» и «Дженоа». Они вылетели дважды подряд и перешли в Серию С. В следующем году они вышли из Серии C и вернулись в Серию А в сезоне 1988-89 после четырёх лет борьбы в Серии B.
Однако они удержаться надолго им не удалось: в 1991 году вылетели в низшую лигу и вернулись в Серию С в 1993 году. Клуб вернулся в Серию А в 1996 году. Два года спустя Болонья вкусила кусочек успеха на европейской арене, выиграв Кубок Интертото УЕФА и игрой на Кубке УЕФА (где дошла до полуфинала турнира). Клуб оставался в Серии А до сезона 2004-05, проиграв «Парме» в плей-офф.

### 2000-е годы

#### Серия B
Несмотря на потерю некоторых ключевых игроков, «Болонья» ожидала, что ей придётся серьёзно побороться за выход из Серии B в сезоне 2005/06. Однако, несмотря на свои амбиции, «Болонья» плохо начала сезон, что привело к увольнению опытного тренера Ренцо Уливьери. Он был заменён бывшим защитником «Интера» Андреа Мандорлини. За это время команда была продана Альфредо Каццоле, местному предпринимателю. Мандорлини, однако, не смог поднять «Болонью» в таблице Серии B и был уволен 5 марта 2006 года. Болонья завершила сезон Серии B 2005/06 на восьмом месте.
В сезоне 2006/07 «Болонья» завершилась на седьмом месте: произошло несколько столкновений между председателем правления Каццолой и главным тренером Уливьери, который в конечном итоге был уволен 14 апреля 2007 года и заменён бывшим помощником тренера Лукой Чеккони. В сезоне 2007/08 «Болоньей» руководил Даниэле Арригони, который помог команде вернуться в высший дивизион после того, как занял второе место в Серии B.

#### Серия А
14 апреля 2009 года новым тренером был назначен Джузеппе Пападопуло, которому удалось поднять командный дух, избежав вылета в Серию Б лишь в последнем матче сезона. В сезоне 2009/10 «Болонья» играла в Серии А в 65-й раз и снова избежала вылета, несмотря на финансовые проблемы под руководством нового главного тренера Франко Коломбы.

### Наши дни
В сезоне 2013/14 «Болонья» снова вылетела в Серию B, а также пролила свет на ряд финансовых проблем, связанных с клубом и владением им Альбино Гуаральди, который подвергся резкой критике со стороны болельщиков команды также за ряд спорных решений. Затем на новый сезон был найден новый главный тренер в лице бывшего тренера «Кальяри» Диего Лопеса, а Гуаральди чётко заявил о своём намерении передать свои доли в «Болонье» новому владельцу.
В своём первом сезоне после возвращения в Серию А «Болонья» финишировала 14-й, избежав вылета. В следующие два сезона «Болонья» финишировала на 15-м месте в таблице. В сезоне Серии А 2018/19 «Болонья» заняла 10-е место в таблице. В течение следующих трёх сезонов «Болонья» продолжала финишировать в середине таблицы Серии А, заняв двенадцатое место в двух кампаниях подряд, а затем заняв тринадцатое место в сезоне 2021/22. В сезоне 2022/23 клуб снова занял место в середине таблицы, девятое место. В следующем сезоне 2023/24, «Болонья» заняла 5-е место в турнирной таблице, что дало ей право на участие в Лиге чемпионов 2024/25 впервые за 60 лет.
14 мая 2025 года «Болонья» спустя 51 год вновь выиграла Кубок Италии, одержав победу со счётом 1:0 в финале над «Миланом».

## Дерби и ультрас
У клуба «Болоньи» есть два главных дерби, это матчи с клубом «Фиорентина» («Апеннинское дерби») и с клубом «Парма» («Эмилианское дерби»).

## Достижения

### Национальные
- Чемпионат Италии (Серия A)
  - Чемпион (7): 1924/25, 1928/29, 1935/36, 1936/37, 1938/39, 1940/41, 1963/64
  - Вице-чемпион (4): 1926/27, 1931/32, 1939/40, 1965/66
- Чемпионат Италии (Серия B)
  - Чемпион (2): 1987/88, 1995/96
- Кубок Италии
  - Обладатель (3): 1969/70, 1973/74, 2024/25

### Международные
- Кубок Митропы
  - Обладатель (3): 1931/32, 1933/34, 1960/61
  - Финалист (2): 1961/62, 1988/89
- Кубок Интертото
  - Обладатель: 1998
  - Финалист: 2002
- Англо-итальянский кубок
  - Финалист: 1971

## Состав
| 1  | Флаг Польши      | Вр  | Лукаш Скорупский      | 1991 |  |  |  |  |  |
| 23 | Флаг Италии      | Вр  | Никола Баньолини      | 2004 |  |  |  |  |  |
| 34 | Флаг Италии      | Вр  | Федерико Равалья      | 1999 |  |  |  |  |  |
|    |                  |     |                       |      |  |  |  |  |  |
| 2  | Флаг Швеции      | Защ | Эмиль Хольм           | 2000 |  |  |  |  |  |
| 3  | Флаг Австрии     | Защ | Штефан Пош            | 1997 |  |  |  |  |  |
| 5  | Флаг Хорватии    | Защ | Мартин Эрлич          | 1997 |  |  |  |  |  |
| 15 | Флаг Италии      | Защ | Николо Казале         | 1998 |  |  |  |  |  |
| 16 | Флаг Италии      | Защ | Томмазо Корацца       | 2004 |  |  |  |  |  |
| 22 | Флаг Греции      | Защ | Хараламбос Ликояннис  | 1993 |  |  |  |  |  |
| 26 | Флаг Колумбии    | Защ | Джон Лукуми           | 1998 |  |  |  |  |  |
| 29 | Флаг Италии      | Защ | Лоренцо Де Сильвестри | 1988 |  |  |  |  |  |
| 31 | Флаг Нидерландов | Защ | Сэм Бёкема            | 1998 |  |  |  |  |  |
| 33 | Флаг Испании     | Защ | Хуан Миранда          | 2000 |  |  |  |  |  |
|    |                  |     |                       |      |  |  |  |  |  |
| 6  | Флаг Хорватии    | ПЗ  | Никола Моро           | 1998 |  |  |  |  |  |
| 8  | Флаг Швейцарии   | ПЗ  | Ремо Фройлер          | 1992 |  |  |  |  |  |

| 17 | Флаг Марокко     | ПЗ  | Уссама Эль-Аззузи     | 2001 |  |  |  |  |  |
| 18 | Флаг Италии      | ПЗ  | Томмазо Побега        | 1999 |  |  |  |  |  |
| 19 | Флаг Шотландии   | ПЗ  | Луис Фергюсон         | 1999 |  |  |  |  |  |
| 20 | Флаг Швейцарии   | ПЗ  | Мишель Эбишер         | 1997 |  |  |  |  |  |
| 80 | Флаг Италии      | ПЗ  | Джованни Фаббиан      | 2003 |  |  |  |  |  |
| 82 | Флаг Польши      | ПЗ  | Кацпер Урбаньский     | 2004 |  |  |  |  |  |
|    |                  |     |                       |      |  |  |  |  |  |
| 7  | Флаг Италии      | Нап | Риккардо Орсолини     | 1997 |  |  |  |  |  |
| 9  | Флаг Аргентины   | Нап | Сантьяго Кастро       | 2004 |  |  |  |  |  |
| 10 | Флаг Швеции      | Нап | Йеспер Карлссон       | 1998 |  |  |  |  |  |
| 11 | Флаг Швейцарии   | Нап | Дан Ндойе             | 2000 |  |  |  |  |  |
| 14 | Флаг Англии      | Нап | Сэмьюэл Илинг-Джуниор | 2003 |  |  |  |  |  |
| 21 | Флаг Дании       | Нап | Йенс Одгор            | 1999 |  |  |  |  |  |
| 24 | Флаг Нидерландов | Нап | Тейс Даллинга         | 2000 |  |  |  |  |  |
| 28 | Флаг Италии      | Нап | Николо Камбьяги       | 2000 |  |  |  |  |  |
| 30 | Флаг Аргентины   | Нап | Бенхамин Домингес     | 2004 |  |  |  |  |  |

## Количество сезонов по дивизионам
| Дивизион | Количество сезонов | Дебют     | Последний сезон |
| -------- | ------------------ | --------- | --------------- |
| A        | 85                 | 1919/1920 | 2024/2025       |
| B        | 11                 | 1982/1983 | 2014/2015       |
| C        | 3                  | 1983/1984 | 1994/1995       |

## Форма

### Домашняя
| 2000/01 | 2001/02 | 2002/03 | 2003/04 | 2004/05 | 2005/06 | 2006/07 | 2007/08 | 2008/09 | 2009/10 | 2010/11 |
| 2011/12 | 2012/13 | 2013/14 | 2014/15 | 2015/16 | 2016/17 | 2017/18 | 2018/19 | 2019/20 | 2020/21 | 2021/22 |
| 2022/23 | 2023/24 | 2024/25 |         |         |         |         |         |         |         |         |

### Гостевая
| 2000/01 | 2001/02 | 2002/03 | 2003/04 | 2004/05 | 2005/06 | 2006/07 | 2007/08 | 2008/09 | 2009/10 | 2010/11 |
| 2011/12 | 2012/13 | 2013/14 | 2014/15 | 2015/16 | 2016/17 | 2017/18 | 2018/19 | 2019/20 | 2020/21 | 2021/22 |
| 2022/23 | 2023/24 | 2024/25 |         |         |         |         |         |         |         |         |

### Резервная
| 2000/01 | 2001/02 | 2002/03 | 2003/04 | 2004/05 | 2006/07 | 2007/08 | 2008/09 | 2009/10 | 2010/11 | 2011/12 |
| 2012/13 | 2013/14 | 2014/15 | 2015/16 | 2016/17 | 2017/18 | 2018/19 | 2019/20 | 2020/21 | 2021/22 | 2023/24 |
| 2024/25 |         |         |         |         |         |         |         |         |         |         |

#### Еврокубковые
| 2024/25 |

Источники:,